# José Miguel de Carvajal-Vargas
José Miguel de Carvajal-Vargas y Manrique de Lara Polanco, né le 8 mai 1771 à Lima dans la vice-royauté du Pérou et mort le 17 juillet 1828 à Paris de suffocation alimentaire, fut un homme d'État espagnol, secrétaire d'État du royaume d'Espagne sous le règne de Ferdinand VII, du 4 mai au 15 novembre 1814. Il fut également membre de l'Académie royale espagnole de 1814 à 1828 et occupa à trois reprises la fonction de haut commissaire (mayordomo mayor) auprès du roi. 
Au cours de sa carrière, il fut successivement vice-roi de Navarre en 1807, ambassadeur d'Espagne à Paris, Londres et Lisbonne et principal rédacteur du traité de Valençay en 1813. Il fut par ailleurs directeur de la banque de San Carlos fondée en 1782 par le financier franco-espagnol François Cabarrus. 

## Biographie

### Famille et jeunesse
José Miguel Carvajal-Vargas y Manrique de Lara est né à Lima en 1771, fils de Mariano Joaquín Carvajal et d'Ana Eusebia Manrique de Lara. Il appartenait à une famille de la haute noblesse espagnole établie au Pérou. Il a directement hérité du titre de duc de San Carlos de son grand-père en raison de la mort de son père qui n'a pas pu hériter du titre de son progéniteur. 
Il commence très jeune sa carrière militaire, où, profitant de son influence familiale, il mène une carrière très rapide, devenant colonel à 22 ans et lieutenant général à 31 ans, en 1802.

### Au service de Ferdinand VII
En 1788, il s'installe en Espagne et l'influence de son environnement à la Cour lui vaut d'être nommé précepteur du prince Ferdinand (futur Ferdinand VII). Il participe activement au complot de l'Escorial et au soulèvement d'Aranjuez de 1808. Nommé majordome, à la suite de l'abdication de Charles IV, il accompagnera Ferdinand lors de l'entrevue de Bayonne puis dans son exil à Valençay de 1808 à 1813. D'ailleurs, pendant le temps de rétention de Ferdinand VII à Valençay, Carvajal agit en tant que plénipotentiaire du roi dans la négociation du traité qui libère ce dernier en 1814. 
Lorsque Ferdinand VII rétablit l'absolutisme royal en mai 1814 – les Espagnols étaient divisés entre les libéraux qui soutenaient la Constitution de 1812 et les absolutistes qui défendaient la récupération de tous les pouvoirs royaux antérieurs à la Constitution en la personne du roi – Carvajal continua à garder la confiance du roi et ce dernier le nomma, le 31 mai, secrétaire d'État (le secrétaire était le chef du gouvernement, équivalent au poste actuel de président du gouvernement). 
Sous son mandat, certains des instruments d'État les plus conservateurs de l'Ancien Régime ont été restaurés, tels le Conseil supérieur de l'Inquisition et les tribunaux du Saint-Office. Bien qu'il ait continué à jouir de l'amitié et des faveurs royales, son mandat n'a duré que sept mois. Il est licencié le 15 novembre de la même année.

### Autres fonctions
Peu de temps avant sa démission en tant que secrétaire d'État, il est nommé directeur de l'Académie royale espagnole, poste qu'il a conservé jusqu'à sa mort.
En tant qu'ambassadeur, il fut envoyé aux cours de Russie, de Paris, de Londres, de Vienne et de Lisbonne. Pour ses services, il a reçu l'ordre de la Toison d'Or et la Grand-Croix de Charles III.

### Vie privée et décès
Marié deux fois, il épouse en premières noces María del Rosario de Silva, comtesse de Fuenclara, duchesse d'Aremberg, Grande d'Espagne de première classe. En 1803, il convole une deuxième fois avec María Eulalia de Queralt y Silva, née en 1787, fille des comtes de Santa Coloma, Grande d'Espagne et nièce de sa première femme. De ce deuxième mariage, il eut plusieurs enfants dont l'aîné, José Fernando de Carvajal-Vargas y Queralt (3e duc de San Carlos), hérita de tous les titres de noblesse qu'il possédait.
José Miguel de Carvajal-Vargas meurt à Paris en 1828 et est inhumé au cimetière du Père Lachaise.